# Тонкоиглый дикобраз
Тонкоиглый дикобраз (лат. Chaetomys subspinosus) — вид древесных дикобразов из атлантических лесов на востоке Бразилии. Это единственный представитель рода Chaetomys и подсемейства Chaetomyinae. Официально он был описан в 1818 году, но с тех пор редко встречался, пока в декабре 1986 года не были найдены два экземпляра, один из которых оказался беременной самкой, в окрестностях Валенсии в штате Баия. С тех пор он был зарегистрирован в нескольких местах на востоке Бразилии, от Сержипи до Эспириту-Санту (недавних регистраций из Рио-де-Жанейро нет), но он остается редким и находящимся под угрозой исчезновения из-за потери мест обитания, браконьерства и из-за гибели при пересечении автострад.

## Описание
Тонкоиглые дикобразы названы так потому, что шипы на спине более щетинковидные по текстуре, чем шипы на остальной части тела. У них длинные голые хвосты, которыми они не цепляются. Взрослые животные весят около 1,3 кг.
Их черепа необычны по нескольким причинам. Глазница почти полностью окружена костным кольцом. Резцы отчетливо узкие. В целом, животное демонстрирует комбинацию особенностей черепов дикобразов Нового Света, признаков черепов щетинистых крыс и специфических характеристик, которые отличают его от всех других грызунов.
Тонкоиглые дикобразы обитают в не вырубленных лесных участках и на опушках атлантических прибрежных лесов на восточном побережье Бразилии. Их места обитания быстро сокращаются, и этот вид может оказаться на грани исчезновения. Он классифицируется МСОП как «уязвимый», а USDI как находящийся под угрозой исчезновения.

## Противоречивость таксономического положения
Среди териологов-систематиков нет единого мнения относительно таксономического положения Chaetomys. Этот род обычно помещают с дикобразами Нового Света из семейства Erethizontidae или с щетинистыми крысами из семейства Echimyidae. Оба являются южноамериканскими хистрикогнатами с щерстью, превращенной в клолючки или иглы. У Chaetomys более развиты иглы, чем у колючих крыс, но менее развиты, чем у дикобразов. Характеристики предкоренных позволяют предположить, что этот вид принадлежит к Echimyidae, но характеристики эмали резцов позволяют предположить, что он принадлежит к Erethizontidae
Паттерсон и Паскуаль (1968), Паттерсон и Вуд (1982), Вудс (1982, 1984, 1993) Паттон и Рейг (1989), Новак (1999) и Карвалью (2000) поддерживают включение этого животного в Echimyidae, тогда как Мартин (1994), Маккенна и Белл (1997), Карвалью и Саллес (2004) и Вудс и Килпатрик (2005) утверждают, что он принадлежит к Erethizontidae. Эммонс (2005) исключает семейство Chaetomyidae из Echimyidae без особых дополнительных комментариев.
Молекулярная филогения, основанная на митохондриальном гене, кодирующем цитохром b, в сочетании с кариологическими данными показала, что Chaetomys более тесно связан с Erethizontidae, чем с Echimyidae, хотя она является сестринской группой с остальными Erethizontidae.